# All Rise
All Rise (estilizado como all rise.) es una serie de televisión de drama legal estadounidense creada por Greg Spottiswood. La serie se estrenó el 23 de septiembre de 2019 en CBS. En mayo de 2020, la serie fue renovada por una segunda temporada que se estrenó el 16 de noviembre de 2020. En mayo de 2021, CBS canceló la serie tras dos temporadas antes de ser renovada para una tercera temporada por OWN en septiembre. La tercera temporada se estrenó el 7 de junio de 2022. En agosto de 2023, se anunció que la tercera temporada sería la última.

## Premisa
All Rise sigue a jueces, fiscales y defensores públicos en una corte de Los Ángeles.

## Elenco

### Principal
- Simone Missick como la Jueza Lola Carmichael, una exfiscal idealista y recién nombrada jueza de la Corte Superior del Condado de Los Ángeles.
- Wilson Bethel como el fiscal adjunto del Distrito Mark Callan, un miembro de la Fiscalía del Condado de Los Ángeles y mejor amigo de Lola Carmichael.
- Jessica Camacho como Emily Lopez (anteriormente Emily Lopez-Batista), un miembro de la oficina del Defensor Público del Condado de Los Ángeles que está en proceso de divorciarse de su esposo contra el que tiene una orden de restricción.
- J. Alex Brinson como el Sheriff Luke Watkins, un alguacil veterano de cuatro años, que planea dejar el Departamento del Sheriff del Condado de Los Ángeles y convertirse en abogado al terminar su licenciatura en derecho.
- Ruthie Ann Miles como Sherri Kansky, una asistente de juez experimentada asignada a la nueva Jueza Lola Carmichael a pesar de su difícil relación.
- Lindsay Mendez como Sara Castillo, una reportera de la corte y amiga de Emily Lopez.
- Marg Helgenberger como la Jueza Lisa Benner (temporadas 1–2; invitada temporada 3), una jueza veterana y mentora de Lola Carmichael.
- Lindsey Gort como Amy Quinn (temporada 2–presente;[3] recurrente temporada 1), una poderosa abogada defensora criminalista que comparte una complicada historia con Mark y que también se convierte más tarde en la novia de Mark. Amy deja su firma de abogados para unirse al de Rachel.
- Audrey Corsa como Samantha Powell (temporada 2;[4] recurrente temporada 1), una empleada de la oficina del fiscal del condado de Los Ángeles que trabaja con Mark y Luke.
- Reggie Lee como el jefe de la DDA Thomas Choi (temporada 2;[5] recurrente temporada 1), el jefe de Mark.

### Recurrente
- Mitch Silpa como Clayton Baker (temporada 1), un fiscal duro que se enfrenta a Lola.
- Tony Denison como Vic Callan (temporada 1), el padre de Mark.
- Paul McCrane como Jonas Laski (temporada 1), un juez conservador conocido como el «Castigador».
- Suzanne Cryer como Maggie Palmer (temporada 1), una antigua compañera de Lola y actual fiscal que la acusa de parcialidad hacia los acusados.
- Todd Williams como Robin Taylor (temporada 1; invitado temporada 2), el esposo de Lola que trabaja para el FBI.
- Joe Williamson como Kevin Harris (temporada 1), un detective del Departamento de Policías de Los Ángeles. y un interés romántico por Sherri.
- Peter MacNicol como el Juez Albert Campbell (temporada 1), uno de los compañeros de Lola.
- Ryan Michelle Bathe como Rachel Audubon (temporada 1; invitado temporada 2), una rara abogada poderosa que puede manejar tanto los litigios civiles como el derecho penal y que ha conocido a Lola desde que estuvieron juntos en la Universidad Howard y ha sido la mejor amiga de Mark desde que estuvieron juntos en la escuela de leyes. Ella va a Los Ángeles para iniciar su propia firma de abogados conocido como Audubon and Associates.
- L. Scott Caldwell como Roxy Robinson (temporada 1), la madre de Lola.
- Brent Jennings como Charles Carmichael (temporada 1), el padre de Lola.
- Bret Harrison como Ben Benner (temporada 1), el hijo del juez Benner y el novio de Sara.

### Invitados
- Colin Ford como Billy Webb
- Jere Burns como Adam Pryce, un abogado teatral de varias estrellas de Hollywood.
- Ever Carradine como Felice Bell, la vieja némesis de Lola de sus días como fiscal de distrito.
- Brenda Strong como Jean Rubenstein-Frost, la exnovia del abogado del Juez Benner.
- Dorian Missick como el DJ Tailwind Turner
- Rebecca Field como Carol Coleman
- Tyler Barnhardt como Jesse Frost
- Robyn Lively como Nancy Frost
- Joel Gretsch como Frank Frost

## Episodios
| Temporada | Temporada | Episodios | Episodios                | Emisión original         | Emisión original    | Emisión original |
| Temporada | Temporada | Episodios | Episodios                | Primera emisión          | Última emisión      | Cadena           |
| --------- | --------- | --------- | ------------------------ | ------------------------ | ------------------- | ---------------- |
|           | 1         | 21        | 21                       | 23 de septiembre de 2019 | 4 de mayo de 2020   | CBS              |
|           | 2         | 17        | 17                       | 16 de noviembre de 2020  | 24 de mayo de 2021  | CBS              |
|           | 3         | 20        | 10                       | 7 de junio de 2022       | 9 de agosto de 2023 | OWN              |
| 10        | 3         | 20        | 16 de septiembre de 2023 | 18 de noviembre de 2023  |                     | OWN              |

## Producción

### Desarrollo
El 31 de enero de 2019, se anunció que CBS había dado a la serie, una orden de la producción del piloto entonces titulada Courthouse. El piloto fue escrito por Greg Spottiswood, quien es productor ejecutivo. Las compañías de producción involucradas en el piloto incluyen a Warner Bros. Television.
El 9 de mayo de 2019, se anunció que CBS había ordenado la producción de la serie ahora llamada All Rise. Un día después, se anunció que la serie se estrenaría en el otoño de 2019 y se emitiría los lunes a las 9:00 p. m. La serie se estrenó el 23 de septiembre de 2019.
El 22 de octubre de 2019, la serie fue ordenada para una temporada completa de 22 episodios. El 5 de diciembre, Dee Harris-Lawrence fue anunciada para reemplazar a Sunil Nayar como co-showrunner; quién trabajará junto al desarrollador de la serie Greg Spottiswood.
El 6 de abril de 2020 se anunció que en medio de la pandemia de COVID-19, se produciría un episodio totalmente virtual sobre la forma en que los personajes del programa manejan el caso utilizando el distanciamiento social. El episodio se filmó en las respectivas casas de los actores utilizando FaceTime, WebEx y Zoom, y se utilizaron efectos visuales para sustituir el interior de sus casas por el de las casas de sus personajes.
El 6 de mayo de 2020, CBS renovó la serie para una segunda temporada que se estrenó el 16 de noviembre de 2020. En mayo de 2021, CBS canceló la serie tras dos temporadas.
El 20 de agosto de 2021 se reportó que OWN estaba negociando con Warner Bros. Television una posible tercera temporada. El 29 de septiembre de 2021, OWN oficialmente ordenó la serie para una tercera temporada de 20 episodios, que se estrenó el 7 de junio de 2022. El 22 de agosto de 2023m, se anunció que la tercera temporada sería la última.

### Casting
En febrero de 2019, se anunció que Jessica Camacho había sido elegida para el papel principal en el piloto. Aunque el piloto fue ordenado, en marzo de 2019 se informó que J. Alex Brinson, Lindsay Mendez, Marg Helgenberger, Ruthie Ann Miles, Simone Missick y Wilson Bethel se habían unido al elenco principal de la serie. El 20 de agosto de 2019, se anunció que Reggie Lee y Nadia Gray se habían unido al elenco recurrente de la serie. El 10 de septiembre de 2019, se anunció que Mitch Silpa se había unido al elenco recurrente de la serie.
El 4 de agosto de 2020, se anunció que Lindsey Gort fue promovida al elenco principal para la segunda temporada. El 29 de septiembre de 2020, se anunció que Audrey Corsa fue promovida al elenco principal para la segunda temporada. El 21 de octubre de 2020, se anunció que Reggie Lee fue promovido al elenco principal para la segunda temporada.

### Controversia
El 20 de agosto de 2020, se informó de que cinco escritores dejaron la serie después de enfrentarse al showrunner blanco de la serie, Greg Spottiswood, por la forma en que la raza - específicamente la gente de color - y el género fueron representados. Tras las quejas del personal sobre el liderazgo de Spottiswood, el departamento de recursos humanos de Warner Bros. Television Studios revisó el lugar de trabajo de la serie y «decidió mantenerlo como showrunner», pero contrató a una entrenadora corporativa afroamericana simbólica para que lo guiara.

## Lanzamiento

### Marketing
El 15 de mayo de 2019, CBS lanzó el primer tráiler oficial de la serie. El tráiler muestra a Simone Missick en el papel principal como una nueva jueza de la Corte Suprema del Condado de Los Ángeles.

## Recepción

### Críticas
En Rotten Tomatoes la serie tiene un índice de aprobación del 58%, basado en 12 reseñas, con una calificación promedio de 6.3/10. El consenso crítico del sitio dice, «Aunque All Rise no puede estar por encima de las series a las que aspira, muestra un potencial de crecimiento futuro, a la vez que proporciona una exhibición decente para Simone Missick». En Metacritic, tiene puntaje promedio ponderado de 61 sobre 100, basada en 9 reseñas, lo que indica «criticas generalmente favorables».

### Audiencias

#### Temporada 1
| N.º | Título                                           | Fecha de emisión         | ÍA/CP (18–49) | Audiencia (millones) | DVR (18–49) | Audiencia DVR (millones) | Total (18–49) | Audiencia total (millones) |
| --- | ------------------------------------------------ | ------------------------ | ------------- | -------------------- | ----------- | ------------------------ | ------------- | -------------------------- |
| 1   | «Pilot»                                          | 23 de septiembre de 2019 | 0,7/3         | 6,03                 | 0,3         | 2,49                     | 1,0           | 8,53                       |
| 2   | «Long Day's Journey into ICE»                    | 30 de septiembre de 2019 | 0,6/3         | 5,66                 | 0,4         | 2,36                     | 1,0           | 8,02                       |
| 3   | «Sweet Bird of Truth»                            | 7 de octubre de 2019     | 0,6/3         | 5,27                 | 0,3         | 2,20                     | 0,9           | 7,48                       |
| 4   | «A View from the Bus»                            | 14 de octubre de 2019    | 0,6/3         | 5,03                 | —           | 2,10                     | —             | 7,14                       |
| 5   | «Devotees in the Courthouse of Love»             | 21 de octubre de 2019    | 0,7/3         | 5,44                 | —           | 2,03                     | —             | 7,48                       |
| 6   | «Fool for Liv»                                   | 28 de octubre de 2019    | 0,7/3         | 5,49                 | 0,3         | 2,13                     | 1,0           | 7,62                       |
| 7   | «Uncommon Women and Mothers»                     | 4 de noviembre de 2019   | 0,6/3         | 5,11                 | 0,3         | 2,22                     | 0,9           | 7,33                       |
| 8   | «Maricela and the Desert»                        | 18 de noviembre de 2019  | 0,6/3         | 5,33                 | —           | 2,08                     | —             | 7,41                       |
| 9   | «How to Succeed in Law Without Really Re-trying» | 25 de noviembre de 2019  | 0,6/3         | 5,12                 | 0,3         | 2,42                     | 0,9           | 7,54                       |
| 10  | «Dripsy»                                         | 9 de diciembre de 2019   | 0,5/3         | 5,30                 | —           | 2,14                     | —             | 7,46                       |
| 11  | «The Wizard of Joy»                              | 16 de diciembre de 2019  | 0,7/3         | 5,54                 | 0,3         | 2,02                     | 1,0           | 7,56                       |
| 12  | «What the Constitution Greens to Me»             | 6 de enero de 2020       | 0,5/3         | 5,95                 | —           | 2,23                     | —             | 8,20                       |
| 13  | «What the Bailiff Saw»                           | 20 de enero de 2020      | 0,6/3         | 5,81                 | —           | 2,19                     | —             | 8,00                       |
| 14  | «Bye Bye Bernie»                                 | 3 de febrero de 2020     | 0,6/3         | 5,50                 | 0,3         | 2,27                     | 0,9           | 7,79                       |
| 15  | «Prelude to a Fish»                              | 10 de febrero de 2020    | 0,7/3         | 5,66                 | 0,2         | 2,03                     | 0,9           | 7,69                       |
| 16  | «My Fair Lockdown»                               | 17 de febrero de 2020    | 0,6/3         | 5,37                 | 0,2         | 2,03                     | 0,8           | 7,40                       |
| 17  | «I Love You, You're Perfect, I Think»            | 9 de marzo de 2020       | 0,6/3         | 4,62                 | —           | 2,38                     | —             | 7,00                       |
| 18  | «The Tale of Three Arraignments»                 | 16 de marzo de 2020      | 0,7/3         | 5,80                 | 0,3         | 2,12                     | 1,0           | 7,92                       |
| 19  | «In the Fights»                                  | 6 de abril de 2020       | 0,7/3         | 6,07                 | 0,3         | 1,95                     | 1,0           | 8,02                       |
| 20  | «Merrily We Ride Along»                          | 13 de abril de 2020      | 0,6/3         | 5,95                 | 0,3         | 2,06                     | 0,9           | 8,01                       |
| 21  | «Dancing at Los Angeles»                         | 4 de mayo de 2020        | 0,6/3         | 5,09                 | 0,2         | 1,82                     | 0,8           | 6,91                       |

#### Temporada 2
| N.º | Título                      | Fecha de emisión        | ÍA/CP (18–49) | Audiencia (millones) | DVR (18–49) | Audiencia DVR (millones) | Total (18–49) | Audiencia total (millones) |
| --- | --------------------------- | ----------------------- | ------------- | -------------------- | ----------- | ------------------------ | ------------- | -------------------------- |
| 1   | «A Change Is Gonna Come»    | 16 de noviembre de 2020 | 0,5/3         | 4,24                 | 0,2         | 2,05                     | 0,7           | 6,29                       |
| 2   | «Keep Ya Head Up»           | 23 de noviembre de 2020 | 0,5           | 4,10                 | —           | —                        | —             | —                          |
| 3   | «Sliding Floors»            | 30 de noviembre de 2020 | 0,5           | 4,25                 | 0,2         | 1,84                     | 0,7           | 6,09                       |
| 4   | «Bad Beat»                  | 7 de diciembre de 2020  | 0,5           | 4,22                 | 0,2         | 1,67                     | 0,7           | 5,89                       |
| 5   | «The Perils of the Plea»    | 14 de diciembre de 2020 | 0,4           | 4,13                 | —           | —                        | —             | —                          |
| 6   | «Bounceback»                | 4 de enero de 2021      | 0,5           | 4,73                 | 0,3         | 1,71                     | 0,8           | 6,44                       |
| 7   | «Almost The Meteor»         | 25 de enero de 2021     | 0,5           | 4,24                 | —           | —                        | —             | —                          |
| 8   | «Bette Davis Eyes»          | 8 de febrero de 2021    | 0,4           | 4,05                 | —           | 2,02                     | —             | 6,08                       |
| 9   | «Safe to Fall»              | 22 de febrero de 2021   | 0,4           | 4,14                 | 0,3         | 2,07                     | 0,7           | 6,21                       |
| 10  | «Georgia»                   | 15 de marzo de 2021     | 0,4           | 4,16                 | —           | —                        | —             | —                          |
| 11  | «Forgive Us Our Trespasses» | 12 de abril de 2021     | 0,4           | 3,86                 | 0,2         | 1,62                     | 0,6           | 5,48                       |
| 12  | «Chasing Waterfalls»        | 19 de abril de 2021     | 0,4           | 3,22                 | 0,2         | 1,75                     | 0,6           | 4,97                       |
| 13  | «Love's Illusions»          | 26 de abril de 2021     | 0,4           | 3,53                 | 0,2         | 1,56                     | 0,6           | 5,09                       |
| 14  | «Caught Up in Circles»      | 3 de mayo de 2021       | 0,4           | 3,63                 | 0,2         | 1,54                     | 0,6           | 4,99                       |
| 15  | «Hear My Voice»             | 10 de mayo de 2021      | 0,4           | 3,63                 | 0,2         | 1,55                     | 0,7           | 5,18                       |
| 16  | «Leap of Faith»             | 17 de mayo de 2021      | 0,5           | 3,82                 | 0,2         | 1,46                     | 0,7           | 5,27                       |
| 17  | «Yeet»                      | 24 de mayo de 2021      | 0,4           | 3,30                 | 0,2         | 1,40                     | 0,6           | 4,70                       |

#### Temporada 3
| N.º | Título                                    | Fecha de emisión         | ÍA/CP (18–49) | Audiencia (millones) |
| --- | ----------------------------------------- | ------------------------ | ------------- | -------------------- |
| 1   | «Wanna Be Startin' Somethin»              | 7 de junio de 2022       | 0,0           | 0,32                 |
| 2   | «The Game»                                | 14 de junio de 2022      | 0,0           | 0,32                 |
| 3   | «Give It Time»                            | 21 de junio de 2022      | 0,0           | 0,28                 |
| 4   | «Trouble Man»                             | 28 de junio de 2022      | 0,0           | 0,30                 |
| 5   | «It Ain't Over Till It's Over»            | 5 de julio de 2022       | 0,0           | 0,27                 |
| 6   | «I'll Be There»                           | 12 de julio de 2022      | 0,0           | 0,28                 |
| 7   | «Through the Fire»                        | 19 de julio de 2022      | 0,0           | 0,33                 |
| 8   | «Lola Through the Looking Glass»          | 26 de julio de 2022      | 0,0           | 0,30                 |
| 9   | «Truth Hurts»                             | 2 de agosto de 2022      | 0,0           | 0,34                 |
| 10  | «Fire and Rain»                           | 9 de agosto de 2022      | 0,0           | 0,35                 |
| 11  | «Unwanted Guest»                          | 16 de septiembre de 2023 | 0,0           | 0,27                 |
| 12  | «Guilt is a Bully»                        | 23 de septiembre de 2023 | 0,0           | 0,20                 |
| 13  | «Trouble Woman»                           | 30 de septiembre de 2023 | 0,0           | 0,23                 |
| 14  | «We Are Family»                           | 7 de octubre de 2023     | 0,0           | 0,28                 |
| 15  | «Say Something»                           | 14 de octubre de 2023    | 0,1           | 0,30                 |
| 16  | «After Hours»                             | 21 de octubre de 2023    | 0,0           | 0,24                 |
| 17  | «I Will Not Go Quietly»                   | 28 de octubre de 2023    | 0,0           | 0,20                 |
| 18  | «Pretty Ugly»                             | 4 de noviembre de 2023   | 0,0           | 0,29                 |
| 19  | «Come Hell or High Wat»                   | 11 de noviembre de 2023  | 0,0           | 0,25                 |
| 20  | «Sometimes Truth is Stanger Than Fiction» | 18 de noviembre de 2023  | 0,0           | 0,27                 |